# Chūichi Nagumo
Chūichi Nagumo (南雲 忠一, Nagumo Chūichi) (25. marts 1887 – 6. juli 1944) var en japansk admiral under 2. verdenskrig og var en overgang chef for Kido Butai (hangarskibsangrebsstyrken). Han begik selvmord under slaget om Saipan.

## Biografi

### Tidlige år
Nagumo blev født i byen Yonezawa i Yamagata prefekturet i det nordlige Japan i 1887. Han fik eksamen i den 36. klasse fra det japanske flådeakademi i 1908, som 8. bedste ud af 191 i klassen. 
Som kadet gjorde han tjeneste i krydserne Soya, Niitaka og Nisshin. Efter at være blevet forfremmet til fændrik i 1910 blev han tildelt krydseren Asama.
Efter at have gennemført torpedo- og flådeartilleriskoler blev han forfremmet til sekondløjtnant og gjorde tjeneste på slagskibet Aki efterfulgt af destroyeren Hatsuyuki. I 1914 blev han forfremmet til løjtnant og blev tildelt slagkrydseren Kirishima og herefter destroyeren Sugi. Han fik tildelt sin første selvstændige kommando, destroyeren Kisaragi, den 15. december 1917.
Nagumo tog eksamen fra det japanske flådeakademi og blev forfremmet til orlogskaptajn i 1920. Hans speciale var torpedo- og destroyertaktik. 1920-1921 var kan kaptajn på destroyeren Momi, men blev snart sendt i land til forskellige opgaver af den kejserlige flådes generalstab. Han blev 
kommandørkaptajn i 1924. 1925-1926 deltog Nagumo i en japansk flådemission, som skulle studere søkrigsstrategi, taktik og materiel i Europa og De forenede Stater.
Efter at være vendt tilbage til Japan gjorde Nagumo tjeneste som instruktør på det japanske flådeakademi 1927-1929. Nagumo blev forfremmet til kommandør i november 1929 og overtog kommandoen over den lette krydser Naka. 1930-1931 var han chef for 11. destroyerdivision. Efter at have gjort tjeneste i administrative stillinger 1931–1933 overtog han kommandoen over den tunge krydser Takao 1933–1934 og slagskibet Yamashiro 1934-1935. Han blev forfremmet til kontreadmiral den 1. november 1935.
Som kontreadmiral havde Nagumo kommandoen over 8. krydserdivision, der skulle støtte hærens bevægelser i Kina fra det Gule Hav. Som en af de ledende officerer i den militaristiske flådefraktion fik han også et skub fremad i sin karriere fra politiske kræfter.
I 1937-1938 var han chef for torpedoskolen og 1938–1939 var han chef for 3. krydserdivision. Nagumo blev forfremmet til viceadmiral den 15. november 1939. Fra november 1940 til april 1941 var Nagumo kommandant for flådeakademiet.

## 2. verdenskrig
Den 10. april 1941 blev Nagumo udpeget til øverstkommanderende for 1. luftflåde i den japanske flåde, der var den japanske flådes vigtigste hangarskibsstyrke. Han fik posten primært på grund af sin anciennitet. Mange samtidige og historikere har tvivlet på om han var den rette til denne post, i betragtning af hans manglende erfaring med flyvning. 
På dette tidspunkt var han tydeligt ældet, fysisk og mentalt. Fysisk led han af gigt, måske fra hans yngre dage hvor han trænede Kendo. Mentalt var han blevet en forsigtig officer, som arbejdede hårdt med at udarbejde taktiske planer for alle operationer han var involveret i.
Admiral Nishizo Tsukahara havde nogle betænkeligheder omkring hans udnævnelse og bemærkede: "Nagumo var en officer af den gamle skole, en specialist indenfor torpedo og overflademanøvrer.... han havde ingen anelse om hvad flådens flyvevæsen kunne udrette." Af familien fik Nagumo heller ikke nogen rosende omtale. En af hans sønner beskrev ham som en rugefar, som var stærkt optaget af (og senere skuffet) at presse sine sønner til at følge i sit fodspor i flåden. I modsætning hertil beskrev Nagumos underordnede officerer i flåden ham som præcis den faderfigur som hans sønner ikke oplevede.
Trods det at han manglede erfaring var han en stærk tilhænger af at kombinere sø- og luftmagt. Alligevel var han imod admiral Isoroku Yamamotos plan om at angribe den amerikanske flåde ved  Pearl Harbor. Mens han havde kommandoen over 1. luftflåde havde han tilsyn med det effektive angreb på Pearl Harbor, men han fik senere kritik for ikke at have givet ordre til et tredje angreb, som kunne have ødelagt olielageret og reparationsfaciliteterne, hvilket ville have gjort den vigtigste amerikanske flådebase i Stillehavet ubrugelig, samt undervandsbådenes base og efterretningsstationen, som blev vigtige faktorer i Japans senere nederlag.
Nagumo var omgivet af dygtige underordnede såsom Minoru Genda og Mitsuo Fuchida. Han kæmpede også godt i felttogene i starten af 1942. Han var flådechef under bombardementet af Darwin og  angrebet på den britiske østflåde var en succes, hvor der blev sænket et hangarskib, to krydsere og 2 destroyere, hvilket fik admiral Sir James Somerville til at trække sig tilbage til Østafrika.
Ved slutningen af hans mission i det Indiske Ocean indeholdt Nagumos personlige scorekort 5 slagskibe, 1 hangarskib, 2 krydsere, 7 destroyere samt et stort antal handelsskibe, transportskibe og andre fartøjer. Han var også ansvarlig for nedskydning af hindredvis af allierede fly fra seks nationer. Ødelæggelser i allierede havne stoppede eller forsinkede allierede operationer. Samtidig havde han kun mistet nogle få dusin piloter.
Under slaget om Midway gik det imidlertid galt. Hans hangarskibsstyrke mistede 4 hangarskibe i det som skulle vise sig at blive vendepunktet i Stillehavskrigen, og det store tab af af flyvedligeholdelsespersonel, der skulle vise sig afgørende for den japanske flådes indsats i senere slag. Selv om 110 flybesætningsmedlemmer gik tabt under slaget, var dette tab ikke så afgørende som tabet af de fire hangarskibe, deres fly og de folk som stod for deres vedligeholdelse. 
Senere fik Nagumo overdraget kommandoen over 3. flåde og havde kommandoen over hangarskibe under slaget om Guadalcanal, men hans slag endte i reglen uden en klar sejr, og han sløsede langsomt en stor del af Japans søstridskræfter bort.

## Den sidste tid
Den 11. november 1942 blev Nagumo forsat tilbage til Japan, hvor han fik overdraget kommandoen over Sasebo flådedistriktet. Han blev overført til Kure flådedistriktet den 21. juni 1943. Fra oktober 1943-februar 1944 havde Nagumo igen kommandoen over 1. flåde, som på daværende tidspunkt fortrinsvis var involveret i træningsopgaver.
Da krigssituationen blev stadigt forværret, fik Nagumo igen overdraget en kampopgave. Han blev sendt til Marianerne den 4. marts 1944 som øverstkommanderende for den kortlivede 14. luftflåde og samtidig øverstkommanderende for den ligeledes kortlivede Centrale Stillehavsflåde.
Invasionen af Saipan begyndte den 15. juni. I løbet af få dage blev den japanske flåde under viceadmiral Jisaburō Ozawa løbet over ende af den 5. amerikanske flåde i det afgørende  Slaget i det Filippinske hav som kostede Japan omkring 500 fly. Nagumo og hans kollaga fra hæren general Yoshitsugu Saito var herefter efterladt til på egen hånd at forsvare øen Saipan mod det amerikanske angreb. Den 6. juli under de sidste faser af slaget om Saipan begik Nagumo selvmord; ikke på den traditionelle måde med seppuku, men med en pistol for panden. Hans lig blev senere fundet af amerikanske marinesoldater i den hule hvor han tilbragte sine sidste dage som chef for forsvaret af Saipan. Han blev posthumt forfremmet til admiral.

## Forfremmelser
- Kadet – 21. november 1908
- Fændrik – 15. januar 1910
- Sekondløjtnant – 1. december 1911
- Løjtnant – 1. december 1914
- Orlogskaptajn – 1. december 1920
- Kommandørkaptajn – 1. december 1924
- Kommandør – 30. november 1929
- Kontreadmiral – 15. november 1935
- Viceadmiral – 15. november 1939
- Admiral – 8. juli 1944 (Posthumt)[1]

### Bøger
- D'Albas, Andrieu (1965). Death of a Navy: Japanese Naval Action in World War II. Devin-Adair Pub. ISBN 0-8159-5302-X.
- Dull, Paul S. (1978). A Battle History of the Imperial Japanese Navy, 1941-1945. Naval Institute Press. ISBN 0-87021-097-1.
- Denfeld, D. Colt (1997). Hold the Marianas: The Japanese Defense of the Mariana Islands. White Mane Pub. ISBN 1-57249-014-4.
- Evans, David (1979). Kaigun: Strategy, Tactics, and Technology in the Imperial Japanese Navy, 1887-1941. US Naval Institute Press. ISBN 0870211927.
- Goldberg, Harold J. (2007). D-day in the Pacific: The Battle of Saipan. Indiana University Press. ISBN 0-253-34869-2.
- Jones, Don (1986). Oba, The Last Samurai. Presidio Press. ISBN 0-89141-245-X.
- Morison, Samuel Eliot (2001). New Guinea and the Marianas, March 1944-August 1944, vol. 8 of History of United States Naval Operations in World War II. Champaign, Illinois, USA: University of Illinois Press. ISBN 0-252-07038-0.

### Eksterne kilder
- Vice Admiral Chuichi Nagumo, IJN, (1886-1944) Arkiveret 28. oktober 2011 hos  Wayback Machine
- Udover filmen: Pearl Harbor Arkiveret 7. februar 2008 hos  Wayback Machine
- WW2DB: Chuichi Nagumo
- Breaching the Marianas: The Battle for Saipan (Marines in World War II Commemorative Series)
- Nishida, Hiroshi. "Materials of IJN: Nagumo, Chuichi". Imperial Japanese Navy. Hentet 2007-08-03.